# Гаравани, Валентино
Валентино Клементе Людовико Гаравани (итал. Valentino Clemente Ludovico Garavani; род. 11 мая 1932, Вогера, Италия) — итальянский модельер, основатель дома моды Valentino (1960, совместно с Джанкарло Джаметти) и благотворительного фонда L.I.F.E. В 1998 году продал свой модный дом бизнесмену Джанни Аньелли, однако в течение десяти лет продолжал создавать для него коллекции — последний показ состоялся в Париже в 2008 году. Владелец многочисленной недвижимости и коллекционер искусства, в первую очередь живописи.

## Биография
Валентино Гаравани (известный как Валентино) родился в Италии в 1932 году. Начал рисовать ещё в детстве. Позже Валентино захотел стать модельером одежды и вскоре поступил в Академию искусства в Милане. В 17 лет отправился в Париж. Параллельно с занятиями в школе моды, Валентино осваивал искусство танца.
Поработав в качестве ассистента в домах моды Жана Десса и Ги Лароша, в 1960 году Валентино вернулся в Италию. Среди его клиенток были Элизабет Тэйлор, Жаклин Кеннеди и принцесса Маргарет.
В конце 1960-х годов Валентино встретил Джанкарло Джиамметти, который стал его полноправным деловым партнёром. Их также связывали романтические отношения; оба не скрывали своей гомосексуальной ориентации.
Сотрудничество Валентино и Джиаметти обеспечило быстрое формирование международной империи моды. Были открыты бутики в Европе, США и Японии, создана Академии Моды в Риме. В 1967 году Валентино создал так называемую «белую коллекцию», в которой впервые появился логотип «V». Примерно в то же время журналы всего мира опубликовали фотографии кружевного миниплатья, в котором Жаклин Кеннеди вышла замуж за миллиардера Аристотеля Онассиса.

## Коллекции
Коллекции от кутюр и прет-а-порте «Валентино» становятся символами женственности и роскошной жизни. В 1978 году на свет появился собственный парфюм Валентино, который представил Михаил Барышников после премьеры «Пиковой дамы» в Театре на Елисейских полях. В 1991 году, отмечая тридцатилетний юбилей своей карьеры, Валентино устроил один из самых пышных приёмов в истории модной индустрии, на котором присутствовали Элизабет Тэйлор, Нэнси Киссинджер и Джина Лоллобриджида.
Туалеты Валентино стали непременным атрибутом оскаровских вечеринок, в платьях «Валентино» выходили замуж Элизабет Тэйлор, Жаклин Кеннеди-Онассис, Kортни Кокс и Дженнифер Лопес.
В 1998 году модную империю Валентино приобрёл крупный итальянский холдинг Partecipazioni Industriali, создав на её основе новую группу компаний по производству предметов роскоши. Сделка принесла модельеру и его давнему деловому партнёру 211 миллионов фунтов стерлингов.
Парфюмерная продукция «Valentino» производится в сотрудничестве с испанской компанией «Puig».
Rock’n Dreams самая популярная женская парфюмерная композиция

## Биография

### Парижский период (1949—1959)
Валентино начал интересоваться мужской и женской модой во время учёбы в старшей школе в родном городе Вогера (провинция Ломбардия) на севере Италии, когда он был отдан в подмастерья к своей тете Розе и местному дизайнеру Эрнестине Салвадео. В возрасте 17 лет Валентино не без помощи родителей переехал в Париж, чтобы изучать моду. В Париже он учился в Школе Изящных Искусств и в Синдикате Высокой Моды.
В Париже он сначала попал к Баленсиаге, а потом нашёл вакансию для подработки у Jean Desses, где помогал графине Жаклин д’Рибе рисовать эскизы для её платьев. Затем в течение двух лет работал с Ги Ларошем. Большая часть ранних эскизов Валентино утеряна. В 1951 году на выставке в Риме уже ставшие клиентами Валентино Мари-Элен де Ротшильд и Элизабет Тейлор с удивлением обнаружили, что основы стиля Валентино связаны со слоями складок и изображениями животных.
Спустя 5 лет, Валентино ушёл от Jean Desses после затянувшегося отпуска в Сен-Тропе. В 1959 году после общения с родителями он принял решение вернуться в Италию и обосноваться в Риме.

### В Риме: возвращение домой (1959—1962)
В 1959 Валентино возвращается в Италию из Парижа вместе со своим любовником, французским светским львом Жеральдом Нанти и открывается дом мод на шикарной улице Via Condotti. Он открывает нечто большее, чем ателье. Вся улица становится похожей на то, что Валентино видел в Париже, откуда к нему на первый показ прилетают манекенщицы. Валентино стал известным благодаря своим красным платьям, яркий оттенок которых получил название «Красный Валентино»
31 июля 1960 Валентино встретил Джанкарло Джиамметти во французском кафе на Via Veneto в Риме, который в то время уже два года учился в архитектурной школе.
После исключения из университета, Джиамметти стал деловым партнёром Валентино. Когда Джиамметти начал свою работу, состояние ателье Валентино было не блестящим: за один год он потратил столько денег, что стоял на грани банкротства. Но предпринимательский талант Джанкарло Джиамметти убеждает приступить к мировой экспансии, и этот успех позволил Валентино сфокусироваться на творчестве, переложив все остальные обязанности на своего бизнес-партнёра.

### Прорыв во Флоренции (1962—1967)
Международный дебют Валентино состоялся в 1962 году в Флоренции, в то время итальянской столицы высокой моды. Его первый показ был встречен как настоящее открытие и молодой кутюрье получил заказы от иностранных покупателей и оптимистичные статьи в прессе. После столь успешного показа во Флоренции, Валентино начал обшивать лучших светских львиц, как некогда уже было в Париже под руководством графини Мари-Элен д’Ротшильд.
В 1966 году Валентино, поддерживаемый своей клиентурой, перенёс свои показы из Флоренции в Рим, где спустя 2 года достиг одного из своих самых величайших триумфов — вышла его коллекция, целиком состоящая из белых вещей и со ставшим впоследствии знаменитым логотипом «V».
К середине 1960-х он стал неоспоримым законодателем мод в Италии, а в 1967 году получил премию Маркуса Неймана (Neiman Marcus Award), которая считается эквивалентом «Оскара» для модельеров. Его клиентами становятся Жаклин Кеннеди, принцесса Маргарет, Одри Хепбёрн и многие другие.

### Одевая Джеки (1964)
В 1964 году Жаклин Кеннеди увиделa Глорию Шифф, редактора американского журнала Vogue, которая вместе с подругой Валентино Консуэло Креспи была одета в платье из органзы, состоящее из двух частей. Кеннеди спросила у Шифф имя модельера, им оказался Валентино. В сентябре 1964 Валентино презентовал свою новую коллекцию, из которой вдова президента США заказала 6 платьев чёрной и белой расцветки, чтобы носить их в течение годового траура в честь убитого супруга. С тех самых пор Кеннеди стала постоянной клиенткой Валентино, который также сшил ей белое свадебное платье для свадебной церемонии с Аристотелем Онассисом.

### 1970-е
В 1968 году открылся первый бутик Valentino в Париже.
В течение 1970-х Валентино проводит время в Нью-Йорке, где он охвачен вниманием таких людей как Диана Вриланд, главный редактор журнала Vogue, и Энди Уорхол.
В 1978 году Valentino выпустил свою первую парфюмерную композицию.

### Академия Валентино
1989 отмечен открытием Академии Валентино, спроектированной архитектором Томасом Зиффером и расположенной недалеко от ателье Валентино в Риме. Академия предназначена для презентации художественных выставок.

### Продажа дома мод
В 1998 Валентино и Джанкарло Джамметти продали свою компанию за $300 млн. HdP, итальянскому конгломерату, контролируемому Джованни Аньели-младшему, главе компании Fiat. В 2002 году компания Valentino S.p.A. с годовым доходом в $180 млн в год была продана Marzotto Appareli, миланскому текстильному гиганту за $210 млн. Тем не менее, Валентино продолжил работу в основанном им доме мод до самого окончания трудовой деятельности.

### Уход из fashion-бизнеса
4 сентября 2007 года Валентино объявил, что оставит мир моды после своего последнего показа в Париже. Последняя женская коллекция «прет-а-порте» была представлена в Париже 4 октября 2007 года. 24 января 2008 года Валентино награждён Медалью города Парижа за его работу в модной индустрии города, где он получил своё образование.
В 2012 году по приглашению Питера Мартинса создал костюмы для балетного гала-представления Нью-Йорк Cити балета (хореографом выступил Питер Мартинс). Благотворительный вечер собрал $3 млн пожертвований — вдвое выше ожидаемого.

## Личная жизнь

### Любовь и семья
Валентино и его партнёр Джанкарло Джиамметти были вместе на протяжении 12 лет, скрывая свои романтические отношения ото всех, кроме ближайшего круга друзей, хотя даже их матери ничего не знали об их связи. Когда мать Валентино, Тереза, перебралась из Вогеры в Рим, чтобы помогать сыну в управлении его бизнесом, он сказал ей, что у него была связь с итальянской актрисой Марилу Толо, единственной женщиной, которую он по-настоящему любил и с которой хотел бы иметь детей.

### Покровитель искусств
И Валентино, и его партнёр Джанкарло Джиамметти известны своей огромной и разноплановой коллекцией предметов искусства, включающую в себя работы Пикассо, Бальтюса, Херста и многих других, различные предметы которой размещены по большей части в их домах по всему миру. В 1980 они стали друзьями и клиентами Томаса Амманна, под влиянием которого страстно увлеклись Уорхолом и Твомбли..

## Основные вехи
- 1960 Начало партнёрства с Джанкарло Джамметти
- 1962 Первая международная коллекция Gotha
- 1965 Валентино становится ведущим итальянским кутюрье
- 1967 Валентино получает премию Neiman Marcus
- 1968 Репутация Валентино резко возросла после коллекции «Collezione Bianca», включающую свадебное платье, надетое Жаклин Кеннеди на свадьбу с Онассис.
- 1969 Начало бутик-линии Валентино и открытие первого магазина в Милане
- 1971 Открытие первого магазина мужской одежды Via Condotti в Риме
- 1975 Первый модный показ коллекции Валентино Ready-to-Wear в Париже
- 1976 Открывается бутик в Токио, Япония
- 1982 Публикация книги «Valentino» под редакцией Франко Риччи, презентации коллекции осень/зима в нью-йоркском музее «Метрополитен»
- 1983 Валентино сотрудничает с производителями автомобиля Lincoln Continental. Его вклад включает в себя уникальные цветовые решения для моделей 1983,1984,1985 годов выпуска.
- 1984 25 лет творческой деятельности Валентино
- 1989 Первый показ коллекции haute couture в Париже
- 1990 В феврале Валентино и Джанкарло Джамметти основывают фонд L.I.F.E, целью которого является борьба со СПИДом
- 1991 30 лет в мире fashion-бизнеса, выставка «Валентино: 30 лет Волшебства», организованная мэром Рима..
- 1995 Возвращение Валентино в Италию 14 января с показом в Stazione Leopolda
- 1996 Валентино награждается орденом За заслуги в труде
- 1997 Открывается бутик в Москве, Россия
- 2004 Запуск линии косметики V для женщин, за которой последует и парфюмерная линия для мужчин
- 2006 Открывается бутик в Бостоне, США.
- 2007 Открывается бутик в Бангкоке, Таиланд.
- 2007 Открывается бутик в Гонолулу, Гавайи
- 2007 Открывается бутик в Буэнос-Айресе, Аргентина.
- 2007 Сентябрь, 4 Валентино объявляет о своем уходе
- 2007 Октябрь, 4 Валентино организовывает свой последний показ[4]
- 2007 Открывается бутик в Далласе, штат Техас в NorthPark Center
- 2008 Открывается бутик в Атланте, штат Джорджия
- 2012 Корпорация Mayhoola for Investments S.P.C приобрела Valentino Fashion Group SpA у лондонского инвестиционного фонда Permira. Сделка оценивается в 850 миллионов долларов.

## Награды и премии
- Кавалер Большого креста ордена «За заслуги перед Итальянской Республикой» (10 октября 1986 года)[5]
- Великий офицер ордена «За заслуги перед Итальянской Республикой» (20 июня 1985 года)[6]
- Кавалер труда (1996 год)[7]
- Кавалер ордена Почётного легиона (Франция, 6 июля 2006 года)[8]
- 13-й обладатель премии Rodeo Drive Walk of Style и именной звезды на тротуаре Беверли-Хиллз[9].

## Фильмография
- 2005 — «Дьявол носит Prada», роль-камео
- 2008 — Валентино: Последний Император / Valentino: The Last Emperor, документальный фильм.
- 2016 — Образцовый самец № 2, сыграл самого себя